# 키스 보크
키스 보크 (Keith Boak)는 영국의 영화 및 드라마 감독이다. 그는 1987~1988년 로열 코트 극장에서 앨런 베넷의 〈카프카의 형사〉, 리스저드 카푸친스키의 〈황제〉, 호워드 베이커의 〈더 비트 오브 더 나이트〉를 비롯한 여러 작품을 제작하면서 조감독으로 일을 시작했다. 이후 그는 C4에서 《패배자》, 《네빌 데드의 귀환》, 악명높은 《디즈 컬러스 돈트 런》을 포함한 단편 시리즈들을 비롯한 텔레비전 감독을 맡는 것으로 일을 바꾸었다.
키스 보크는 그 이후로 영국의 모든 주요 텔레비전 네트워크의 드라마 프로그램에서 작업해 왔는데, 《이스트엔더스》 (BBC), 《더 빌》 (ITV), 《시프테이커스》 (ITV), 《아웃 오브 더 블루》 (BBC), 《워큰웰》 (ITV), 《파이 인 더 스카이》 (BBC), 《시티 센트럴》 (BBC), 《더 노크》 (ITV), 《머시 비트》 (BBC), 《더 로열》 (ITV), 《홀비 시티》 (BBC), 《캐주얼티》 (BBC), 《웨털루 로드》 (BBC), 《호텔 바빌론》 (BBC), 《사일런트 위트니스》 (BBC), 《데스 인 파라다이스》 (BBC), 《스트릭틀리 컨피덴셜》 (ITV), 《케이스 히스토리즈》 (BBC) 등이 있다.
키스 보크는 대서양간 로맨틱 드라마 《NY-LON》을 뉴욕과 런던에서 촬영했으며, BBC의 부활한 클래식 공상과학 시리즈 《닥터 후》 (2005 BAFTA 최고의 시리즈 부문 수상)에서 파일럿 감독을 맡았다. 그는 영화 《임팩트 어스》 (C5/Discovery/Prosieben)를 위해서 미국 애리조나 주, 런던, 잉글랜드에서 촬영했으며, 현재는 미국의 방송사 AMC에서 혁명 전쟁드라마 《턴》을 감독하고 있다.

## 참고 문헌
《The Return of Neville Dedd》, Paul Goetzee, produced by Channel Four's HePlay/ShePlay/RePlay series 1990